# 關渡大橋
關渡大橋是橫跨台灣北部淡水河的橋樑，為省道台15線首段，連結新北市淡水區與八里區，距離淡水河口約6公里，在淡江大橋完工前為淡水河流域最靠近出海口的橋樑。

## 諸元
- 設計：林同棪國際工程顧問公司、中華顧問工程司
- 長度：809公尺（主橋539公尺、引道270公尺）
- 寬度：19公尺
- 建材：主橋為鋼構橋，引道為鋼筋混凝土橋
- 最大跨徑：165公尺
- 橋重量：約6000公噸（主橋的部份）

## 簡史
在清朝雍正年間，逃避蕭隴社追殺而遷居到小八里坌社（今日新北市淡水區的竹圍一帶）的八里坌社原住民，為了能來往於淡水河兩岸，於是在今關渡一帶搭建了藤橋，此橋史稱為“關渡藤橋”或是“雍正藤橋”，藤橋存在的時間非常短暫。此後要往來淡水河兩岸只能依靠渡船，日治時期則可以陸運上溯至臺北橋渡河。
1976年，時任中華民國行政院院長兼中國國民黨主席蔣經國指示臺灣省公路局研究在關渡八里一帶興建一座可便利交通又兼顧國防需要的橋樑。公開徵圖後，由林同棪國際工程顧問公司以及中華顧問工程司聯合設計的鋼構橋設計圖在競圖中脫穎而出。橋樑從1980年4月起動工，1983年10月31日在時任臺灣省政府主席李登輝見證下完工通車。

## 工法
由於關渡大橋靠近淡水河出海口，為了行船以及排洪需要，而捨棄了施工容易且省錢的鋼筋混凝土橋，以大跨距的鋼構橋為主橋。三座巨拱成為施工的難題，由於向國外租用可容納三座巨拱的駁船昂貴又緩不濟急，因此施工承包商唐榮公司發明出「潮汐施工法」。先將三座巨拱分別在駁船上製造焊接，同時間進行橋墩的施工。橋墩施工完畢後，將承載巨拱的駁船利用漲潮時拖到定位點，待退潮後水面降低，則巨拱的基部自然就定位到橋墩，再撤走駁船，如此不需重型的起重設備。而主橋鋼材大部份也由國營的中國鋼鐵公司自行生產。

## 設計
關渡大橋是首座由中華民國國人自力建造的五孔連續鋼繫拱橋，為中路式鋼拱橋（或稱穿越式鋼拱橋），是設計師林同棪生前最滿意的作品之一，大橋呈拋物線的紅色鋼拱，高度遞減變化有序，橋姿巍峨拱肋造型輕巧優美，如同彩虹跳躍水面，能與周遭的觀音山背景達到相得益彰，並與附近之環境及景色相匹配，落成時為當時世界三大鋼橋之一，目前為台灣長跨徑拱橋之一。

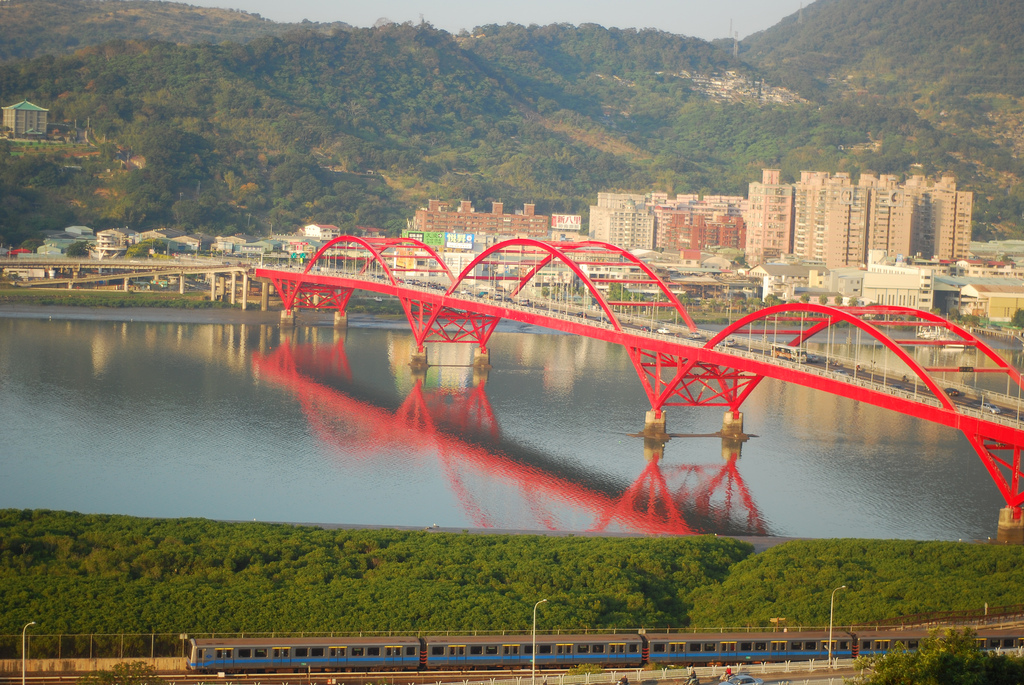
臺北捷運淡水線列車行經關渡大橋旁
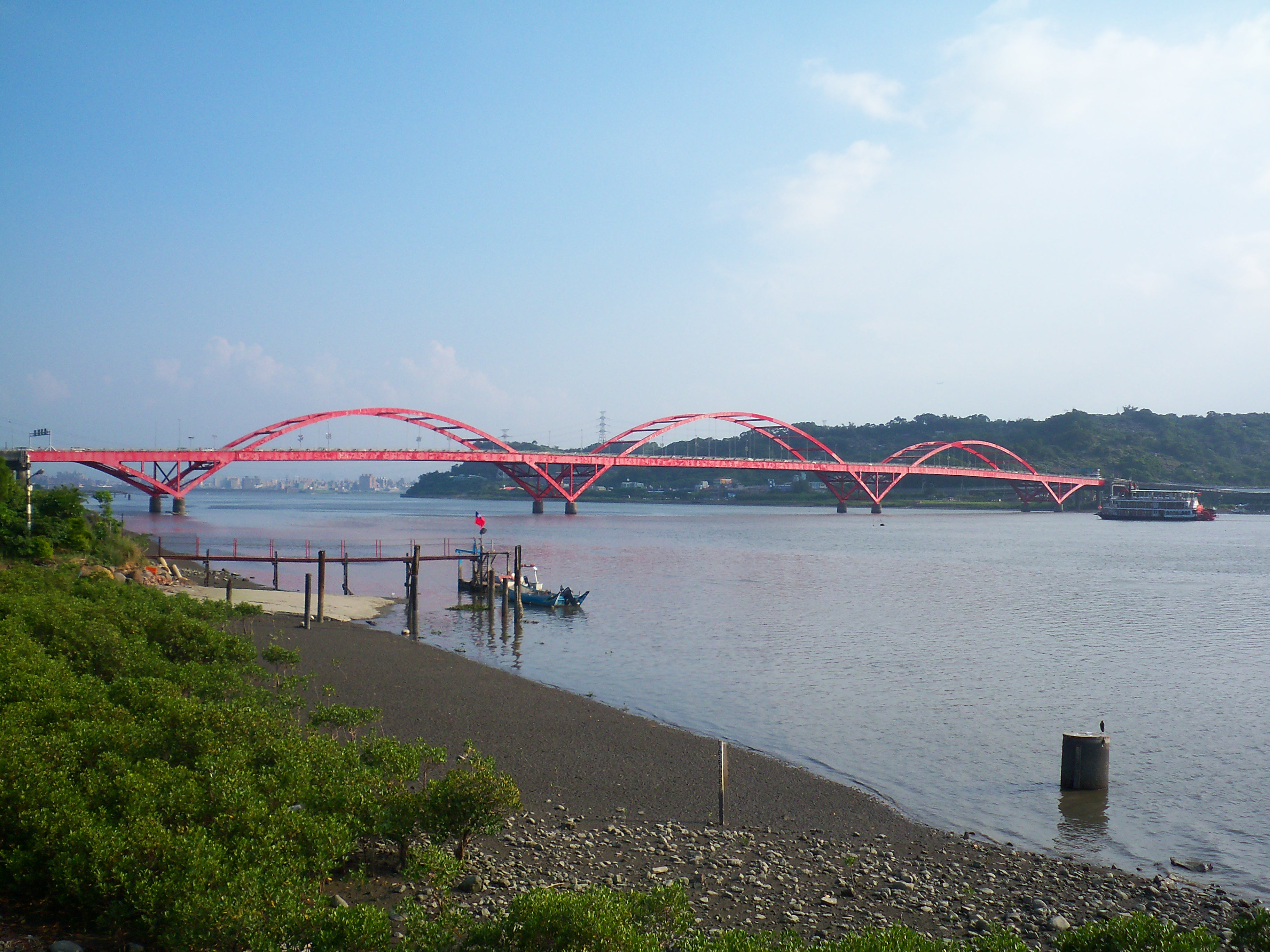
關渡大橋
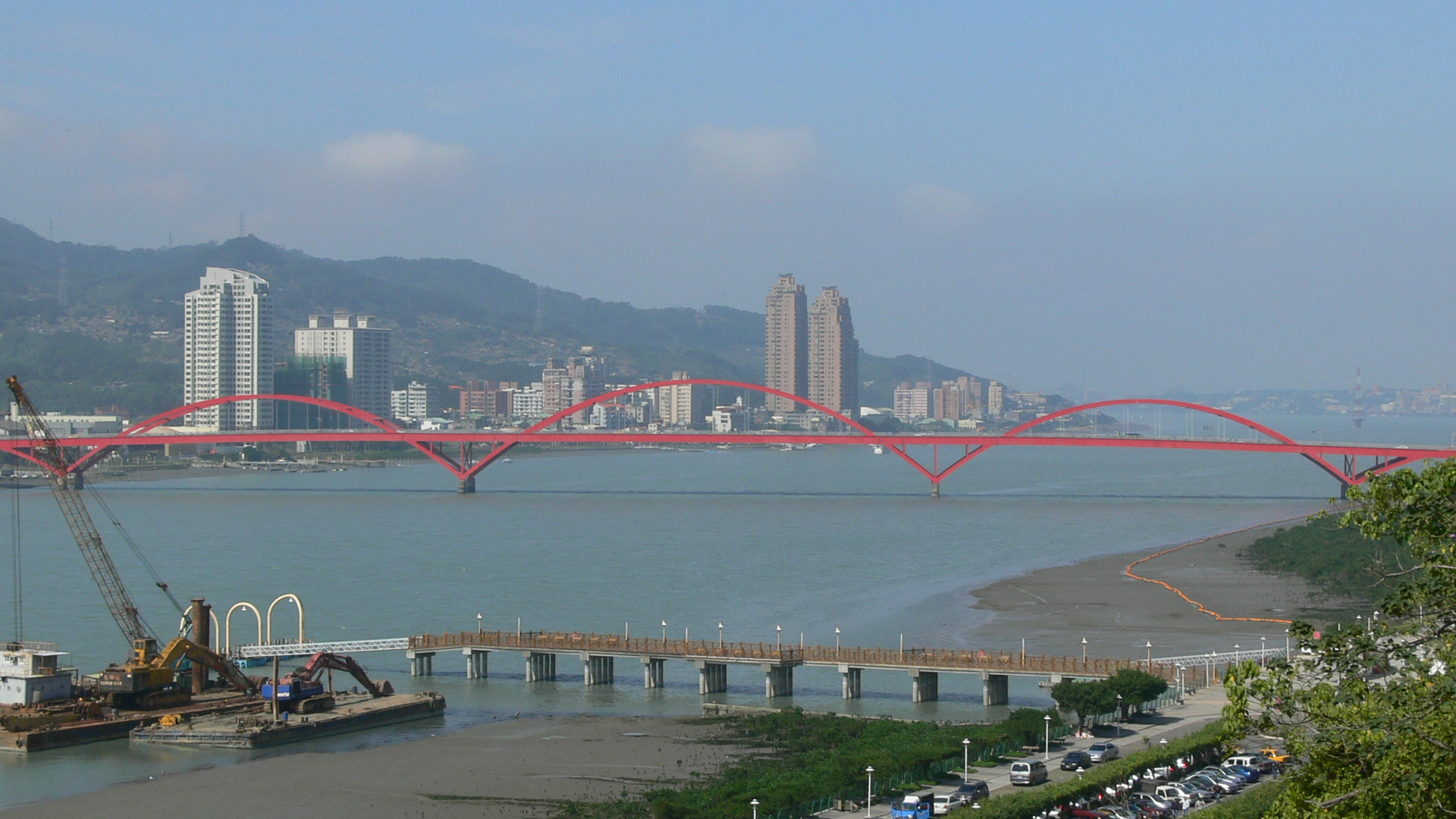
從關渡宮眺望關渡大橋
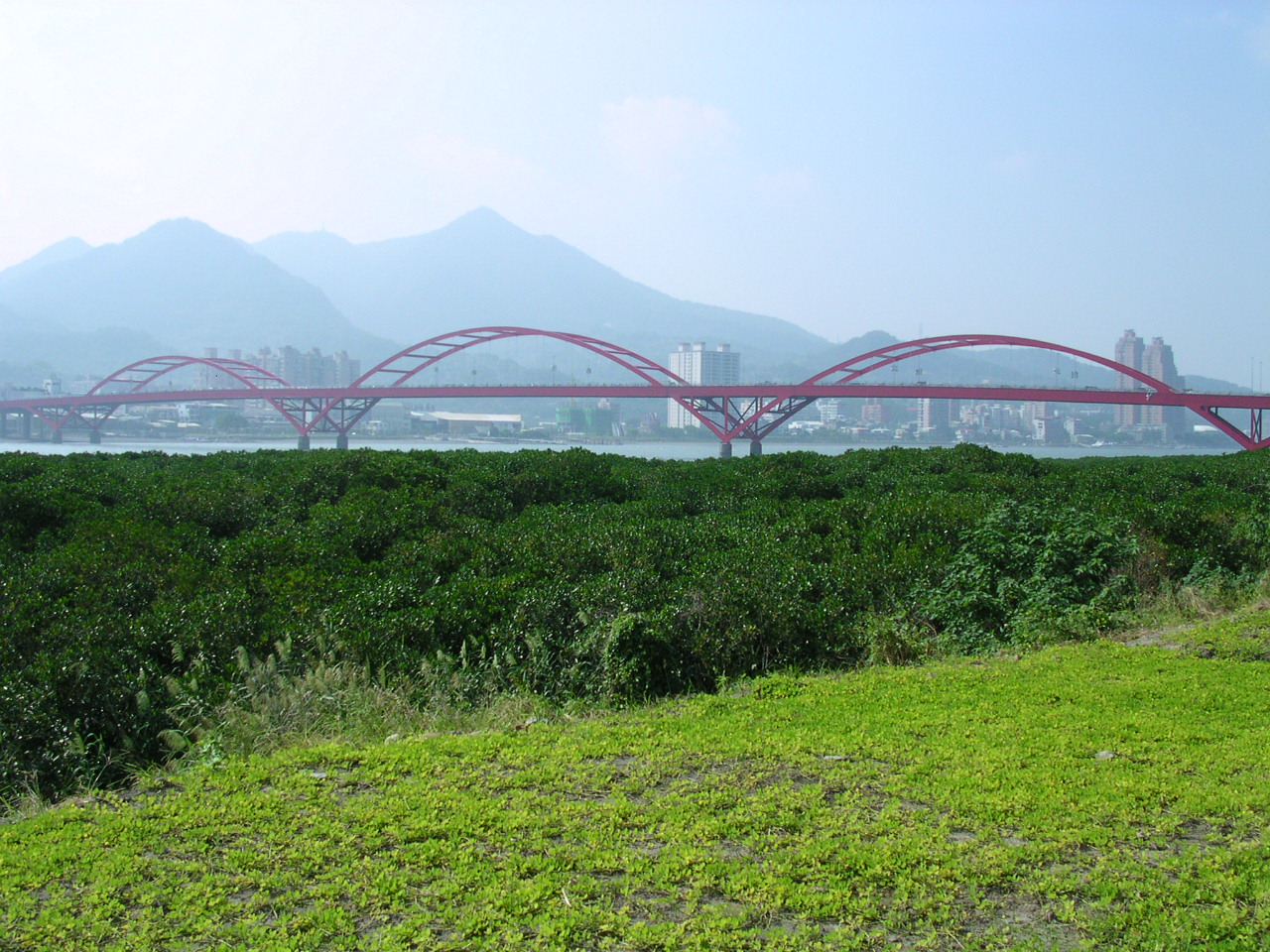
從淡水河畔望關渡大橋
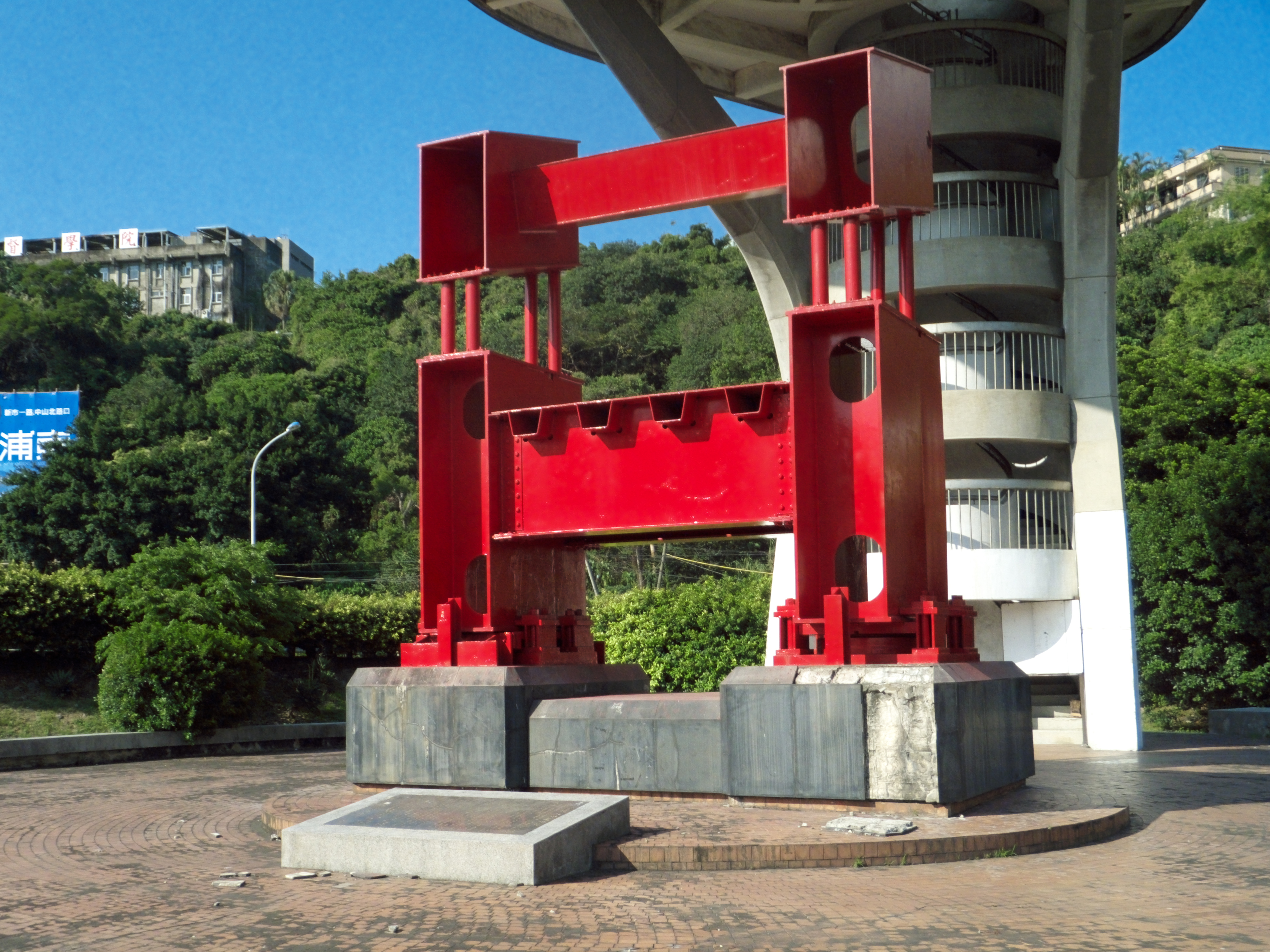
竣工紀念碑
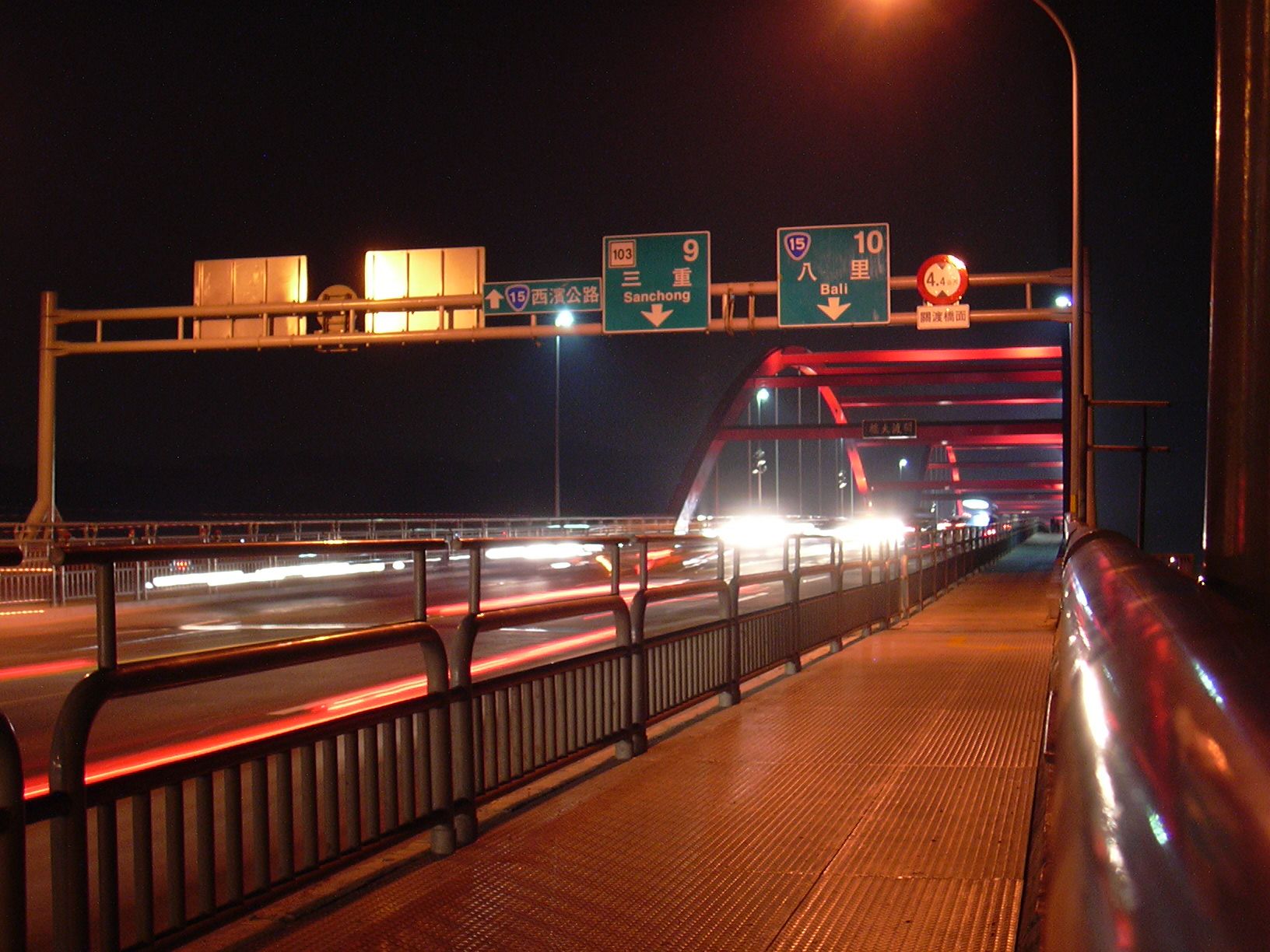
關渡大橋人行道，往八里方向
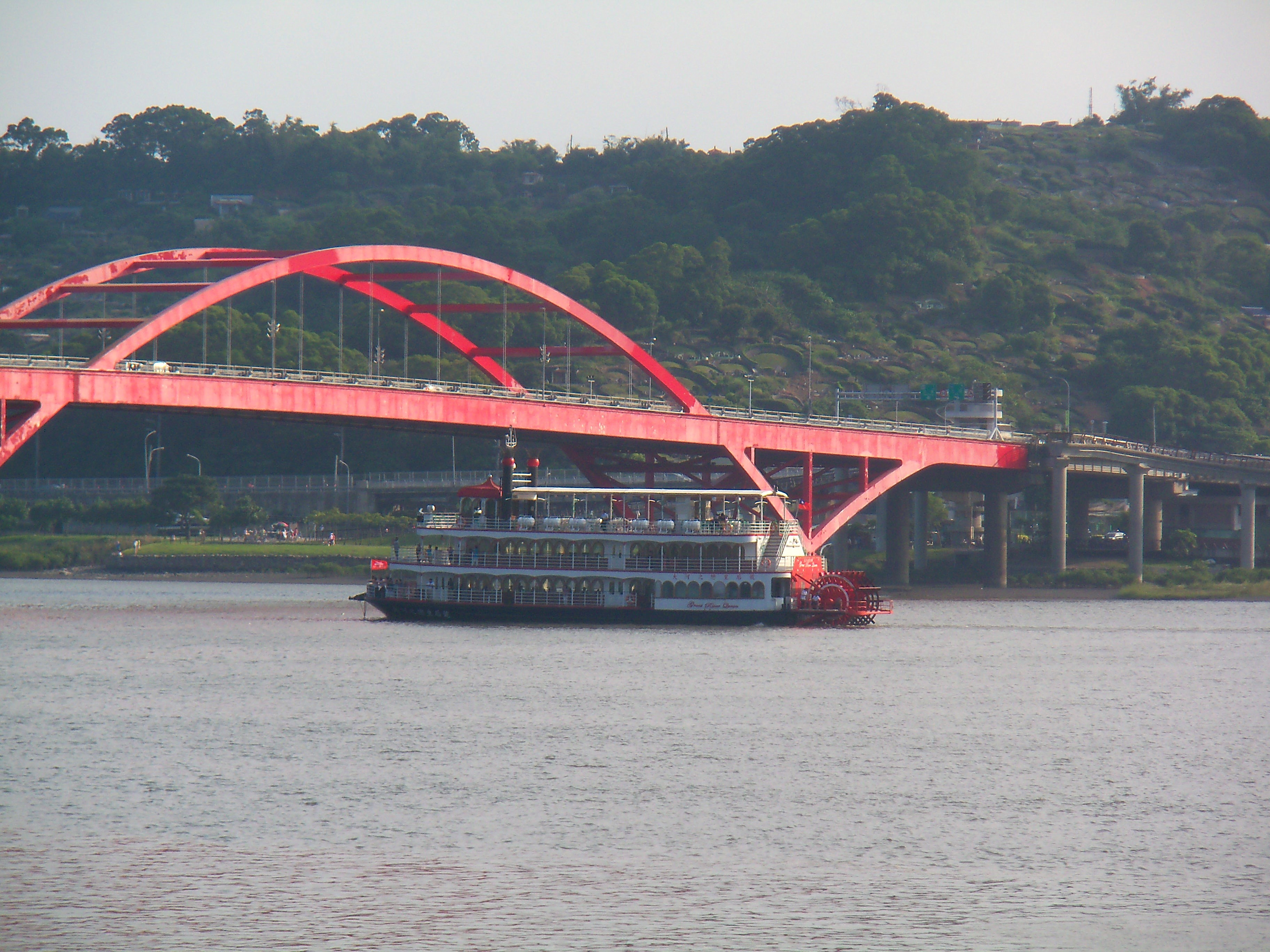
淡水河關渡大橋
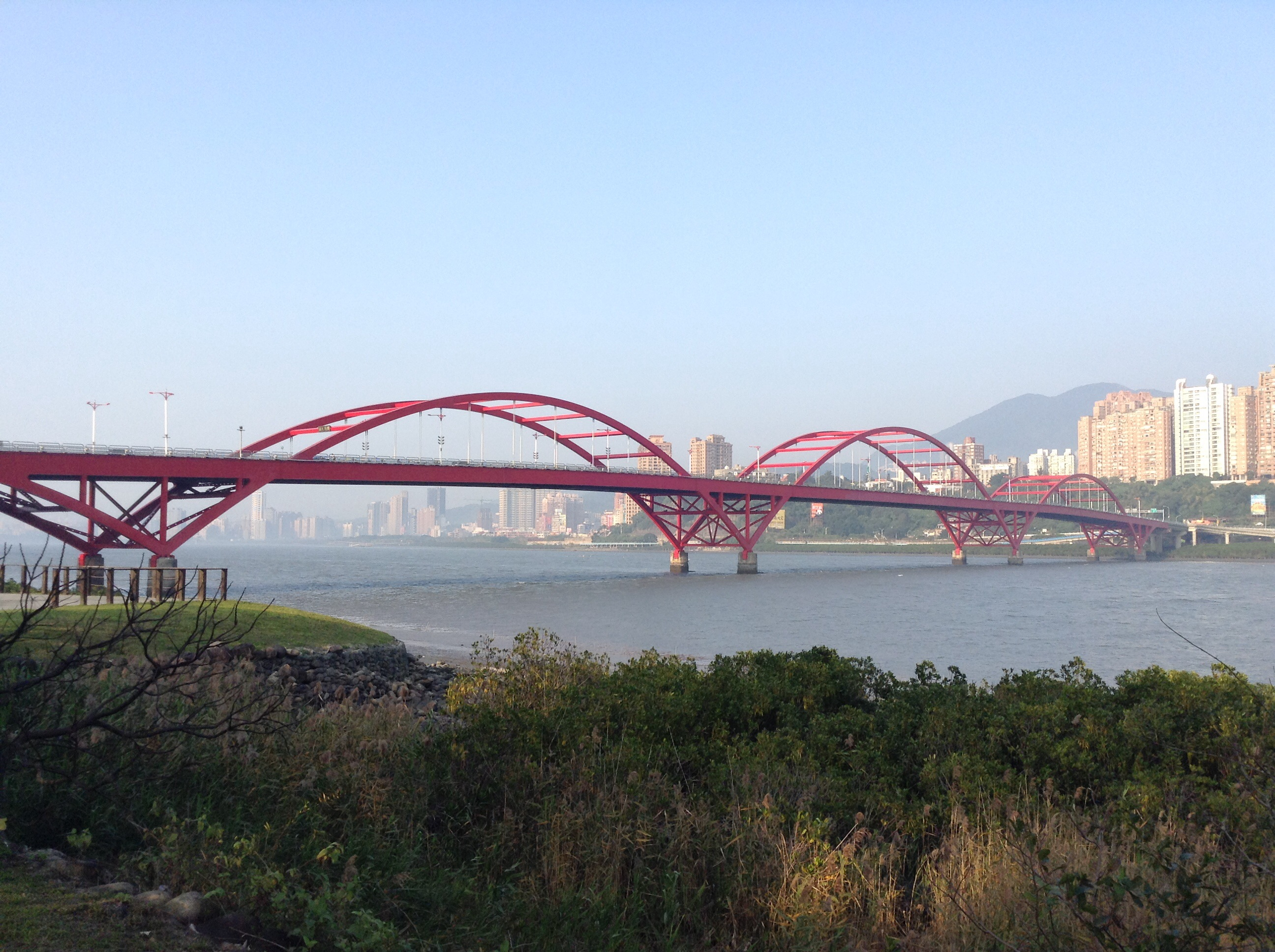
關渡大橋
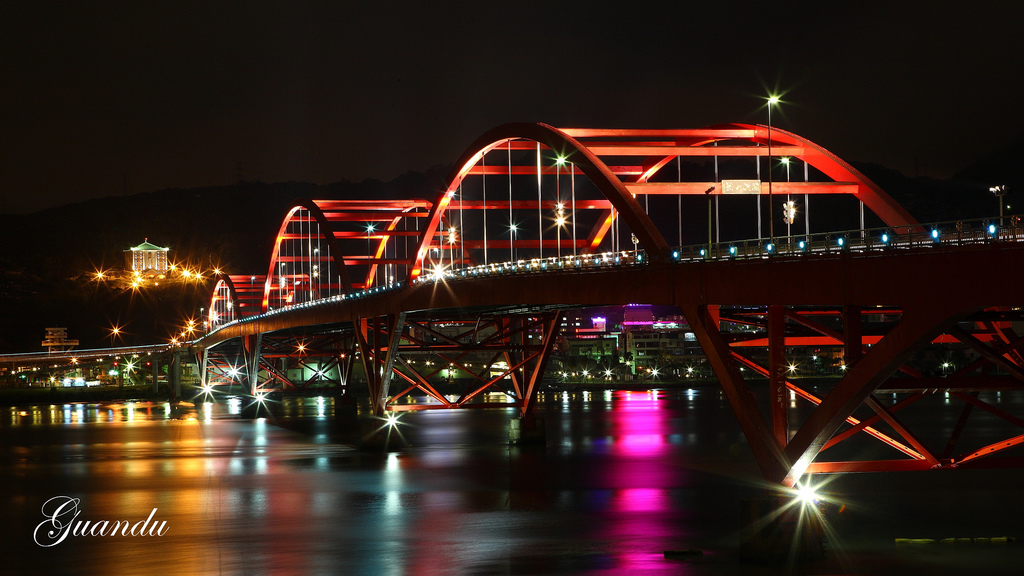
關渡大橋夜景

## 耐震補強工程
關渡大橋自1983年完工通車至今已40餘年，當時的設計與現行公路橋梁耐震設計規範已有出入，積年累月的使用，加上城際間來往交織的車流也不時造成路面變形；位處山腳斷層帶的地理位置也致使橋體、橋墩潛藏安全疑慮。關渡大橋自2017年9月公開招標以來，歷經6次流標，最後終於在2018年12月底有兩家廠商投標，2019年1月的審查會中，有一家廠商符合資格。2019年2月26日，關渡大橋耐震改善及維修補強工程完成決標，並將在開工後兩年內完工，完工後橋體可抗震達5級強度。

## 相關書目
- 孫恭先、劉炳勳主編：《關渡大橋工程專輯》，台灣省公路局出版，1984年12月
- 賴進貴等人合著：《台北河川橋樑之旅》，台北市政府新聞處，2003年10月 ISBN 957-01-5232-X
- 漢聲小百科:《九月的故事》漢聲出版社出版

## 外部連結
- （中文）自然顏色——關渡大橋攝影集 （页面存档备份，存于）
- （中文）台灣旅遊聯盟 （页面存档备份，存于）
- （中文）關渡的歷史變遷
- （英文）Google Map 關渡大橋的衛星空拍照片 （页面存档备份，存于）